# Jaśminowy tron
Jaśminowy Tron (ang. The Jasmine Throne) – brytyjska powieść fantasy autorstwa Tashy Suri, opublikowana przez Orbit UK w 2021. Polskie wydanie ukazało się 31 maja 2023 nakładem Fabryki Słów w tłumaczeniu Piotra Kucharskiego. To epickie fantasy osadzone w świecie inspirowanym starożytnymi Indiami. To pierwszy tom trylogii Płonące królestwa. W 2022 powieść zdobyła nagrodę World Fantasy Award dla najlepszej powieści.